# Твои друзья и соседи
«Твои друзья и соседи» (англ. Your Friends & Neighbors, 1998) — комедийная драма американского режиссёра и сценариста Нила ЛаБута.

## Сюжет
Главные персонажи пытаются решить проблему своей сексуальной неудовлетворённости, вступая друг с другом в любовные связи. На протяжении всего фильма герои ни разу не называются по именам. Терри, подруга Джерри, очень не любит, когда тот во время секса начинает разговаривать. Джерри изменил ей с Мэри, женой своего друга. В свою очередь, Терри завязывает лесбийские отношения с Черри, а затем уходит к ней жить.

## В ролях
- Эми Бреннеман — Мэри
- Аарон Экхарт — Барри
- Кэтрин Кинер — Терри
- Настасья Кински — Черри
- Джейсон Патрик — Кэри
- Бен Стиллер — Джерри

## Критика
На сайте Rotten Tomatoes фильм имеет средний рейтинг 7/10 (42 положительных отзыва против 13 отрицательных). Американский кинокритик Роджер Эберт дал высокую оценку ленте, назвав режиссёра «интригующим новым талантом». Автор британской газеты The Observer также отмечал, что Лабьют в своей работе продемонстрировал талант. Rolling Stone, положительно отзываясь о Лабьюте, сравнивал картину с пьесой «Провинциалка» английского драматурга Уильяма Уичерли.

## Награды
- Las Vegas Film Critics Society Awards — Джейсон Патрик (лучший актёр второго плана)[4].
- Джейсон Патрик также получил номинацию «Лучший актер второго плана в драматическом фильме» от International Press Academy (Satellite Awards).